# Amanitaraqide
Amanitaraqide, var kandake och regerande drottning av Kush från cirka år 22–41 e.Kr.  
Få saker är kända om henne. Hon är känd från den pyramid som restes över henne. Hon anges där vara dotter till Pisker och Menhedoke, och inte vara född kunglig. 